# Chiesa riformata di Hinterrhein
La chiesa riformata di Hinterrhein (in tedesco Reformierte Kirche Hinterrhein) è un luogo di culto evangelico situato a Hinterrhein, frazione del comune svizzero di Rheinwald nel Canton Grigioni (regione Viamala).

## Storia
Attestata dal 1219 come Ecclesia Sancti Petri de Reno, inizialmente era una chiesa privata intitolata a San Pietro di proprietà della famiglia De Sacco di Mesocco, signori del Moesano, i quali nel 1219 la donarono al capitolo di San Vittore; fino al XVI secolo la parrocchia di San Pietro, che includeva anche Medels im Rheinwald e Nufenen, continuò a dipendere dal capitolo del Moesano.